# Dieter Henrich
Dieter Henrich (Marburgo, 5 de enero de 1927-Múnich, 17 de diciembre de 2022) fue un filósofo alemán de la tradición del idealismo alemán. Henrich es considerado "uno de los filósofos más respetados y citados con frecuencia en la Alemania de hoy", cuyos "estudios extensos y altamente innovadores del idealismo alemán y sus análisis sistemáticos de la subjetividad han tenido un impacto significativo en debates filosóficos y teológicos avanzados".

## Educación y estudios
Henrich estudió filosofía entre 1946 y 1950 en Marburgo, Fráncfort y Heidelberg. En 1950 concluyó su tesis doctoral en Heidelberg, bajo la supervisión de Hans-Georg Gadamer. El título de su tesis fue Die Einheit der Wissenschaftslehre Max Webers (La unidad de la epistemología de Max Weber). Profesor en las universidades de Múnich, Berlín y Heidelberg, también ha sido profesor invitado en universidades de Estados Unidos, como Harvard y Columbia.

## Obra filosófica
Su curso de conferencias de 1973 sobre el idealismo alemán presentó a la audiencia estadounidense las corrientes contemporáneas de la filosofía alemana. Desde entonces, sus conferencias se publican como Entre Kant y Hegel, lo que demostró la continuidad entre el idealismo alemán y las actitudes filosóficas contemporáneas. Henrich introdujo la idea de que los pensamientos del yo (lo que también llamó "la autorrelación epistémica" [Das wissende Selbstverhältnis]) implican una creencia en la existencia de un mundo de objetos.
Introdujo el término "percepción original de Fichte" para describir la idea de Johann Gottlieb Fichte de que el yo ya debe tener algún conocimiento previo de sí mismo, independientemente del acto de autorreflexión. Henrich notó que Fichte vio al sujeto trascendental como una individualidad primordial e identificó su actividad como anterior a la autorreflexión. También introdujo el término "falacia kantiana" para describir el intento de Immanuel Kant de basar el yo en la autorreflexión pura, postulando el momento de la autorreflexión como la fuente original de la autoconciencia.

## Premios y galardones
- 1995: Premio Friedrich Hölderlin, Universidad de Tubinga
- 1999: Doctor en Humanidades, título honorario en teología, Universidad de Münster
- 2003: Premio Hegel de la ciudad de Stuttgart
- 2002: Doctor en Humanidades, título honorario en teología, Universidad de Marburgo
- 2004: Premio Internacional Kant, ZEIT-Stiftung
- 2005: Doctor en Humanidades, título honorario en filosofía, Universidad de Jena
- 2006: Deutscher Sprachpreis
- 2006: Orden Bávara de Maximiliano para las ciencias y las artes
- 2008: Premio Dr. Leopold Lucas, Universidad de Tubinga[6]
- 2008: Premio Kuno Fischer, Universidad de Heidelberg

## Obras importantes
- Die Situation der Historie und Max Webers Methodenlehre en: Archiv für Philosophie 1949 3; 400–409.
- Die Einheit der Wissenschaftslehre Max Webers. Tubinga (J.C.B. Mohr). 1952.
- Hegel im Kontext. Fráncfort: Suhrkamp, 1971.
- Der Grund im Bewußtsein. Untersuchungen zu Hölderlins Denken (1794/95). Stuttgart: Klett-Cotta, 1992. ISBN 3-608-91613-X (2.erw.Aufl. 2004)
- The Unity of Reason: Essays on Kant's Philosophy, Harvard University Press, 1994. ISBN 0-674-92905-5
- Versuch über Kunst und Leben. Subjektivität - Weltverstehen - Kunst. München: Carl Hanser, 2001. ISBN 3-446-19857-1
- Fixpunkte. Abhandlungen und Essays zur Theorie der Kunst. Frankfurt: Suhrkamp, 2003. 3-518-29210-2
- (con David S. Pacini) Entre Kant y Hegel: conferencias sobre el idealismo alemán. Harvard University Press, 2003. ISBN 0-674-00773-5
- Grundlegung aus dem Ich. Untersuchungen zur Vorgeschichte des Idealismus. Tübingen - Jena 1790-1794. Frankfurt: Suhrkamp, 2004. ISBN 3-518-58384-0
- Die Philosophie im Prozeß der Kultur. Frankfurt: Suhrkamp, 2006. ISBN 978-3-518-29412-3
- Endlichkeit und Sammlung des Lebens, Mohr Siebeck, 2009. ISBN 978-3-16-149948-7